# کارت‌پستال‌هایی از لبه پرتگاه (فیلم)
کارت‌پستال‌هایی از لبه پرتگاه (به انگلیسی: Postcards from the Edge) نام فیلم کمدی درامی است که در سال ۱۹۹۰ به کارگردانی مایک نیکولز و بر پایهٔ کتابی با همین نام از کری فیشر ساخته شد. مریل استریپ موفق شد برای بازی در این فیلم در رشتهٔ بهترین بازیگر نقش اول زن نامزد دریافتِ جایزه اسکار شود.